# Comuna Bukoveț, Verhovîna
Bukoveț (în ucraineană Буковець) este o comună în raionul Verhovîna, regiunea Ivano-Frankivsk, Ucraina, formată din satele Bukoveț (reședința) și Ceretiv.

## Demografie
Componența lingvistică a comunei Bukoveț
     Ucraineană (99,88%)
     Alte limbi (0,12%)
Conform recensământului din 2001, majoritatea populației comunei Bukoveț era vorbitoare de ucraineană (99,88%), existând în minoritate și vorbitori de alte limbi.